# Osttibet

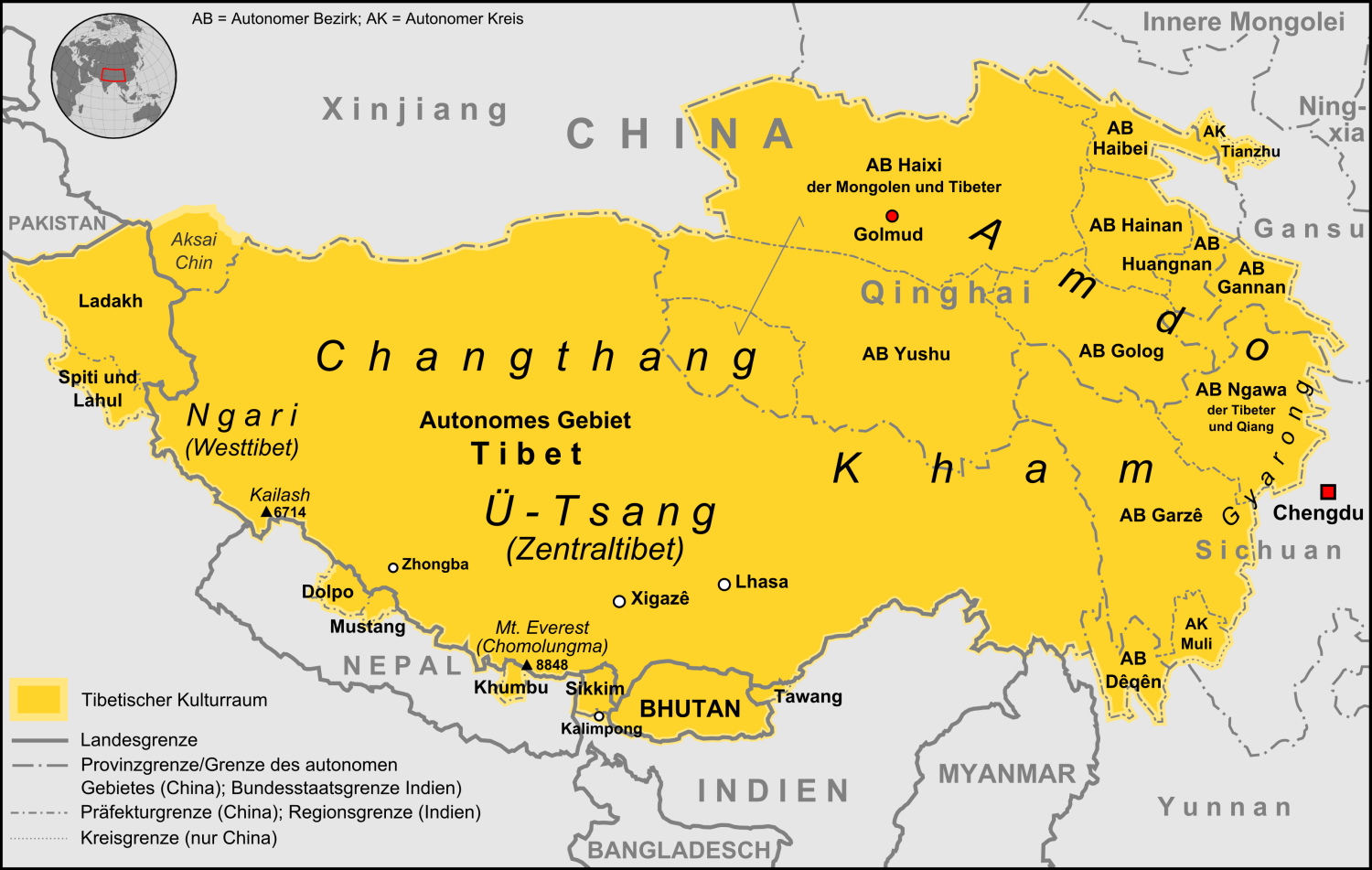
Lage der osttibetischen Regionen Amdo und Kham

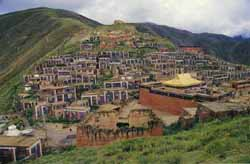
Das Kloster Döndrub Ling in Kyegu Do (Yüru´u, Nord-Kham)

Osttibet oder Inner-Tibet (tibetisch མདོ་ཁམས་, mdo khams) ist eine häufig verwendete, räumlich aber zumeist nicht eindeutig definierte Bezeichnung für die osttibetischen Kulturregionen Amdo und Kham, die größtenteils zu den Provinzen Qinghai, Gansu, Sichuan und Yunnan gehören. Da Tibet von vielen umfassend als das gesamte geographische Hochland von Tibet aufgefasst wird, erscheint Osttibet mehr oder weniger als der sich nicht stärker von ihm differenzierende östliche Teil Tibets. In der Tat lassen sich den osttibetischen Regionen Amdo und Kham in hohem Maße eigene Kulturmerkmale, andere Bevölkerungsstrukturen und eine in hohem Maße eigenständige, wenn auch mit Zentraltibet eng verknüpfte Geschichte unterscheiden. Die Einwohner Osttibets nennen sich demgemäß auch nicht Böpa (bod pa), wie der tibetische Begriff für Tibeter lautet, sondern Amdowa (a mdo pa) und Khampa (khams pa).
Während der chinesischen Qing-Dynastie wurden Amdo 1724 und das östliche Kham 1728 militärisch annektiert und in die benachbarten chinesischen Provinzen eingegliedert.
Zwischen 1911 und 1939 wurde Kham Chuanbian (川邊特別區) genannt, danach änderte sich sein Name in Xikang bis 1955. Amdo war von 1723 bis 1927 administrativ in der chinesischen Provinz Gansu eingegliedert und von 1928 bis heute in der Provinz Qinghai. 
Diese Gebiete gehörten weder 1911 bis 1950 zu Tibet noch gehören sie heute zum Autonomen Gebiet Tibet, sondern bilden innerhalb verschiedener Provinzen tibetische autonome Präfekturen und Kreise. Die Tibetische Exilregierung fordert aber eine Vereinigung aller Gebiete des tibetischen Kulturraumes.